# 단양 구인사 불설대보부모은중경
불설대보부모은중경(佛說大報父母恩重經)은 충청북도 단양군 영춘면 백자리, 구인사에 있는 불경이다. 2004년 10월 22일 충청북도의 유형문화재 제257호로 지정되었다.

## 개요
간행기록에 의하면 명종 17(1562)년에 안동 광흥사(廣興寺)에서 여러 경전과 함께 간행된 것으로 조선중기의 우리나라 목판인쇄문화를 규견(窺見)하고 불경간행사, 국어사 및 판화사 연구에 귀중한 자료로 평가된다.

## 같이 보기
- 불설대보부모은중경

## 참고 자료
- 불설대보부모은중경 - 국가유산청 국가유산포털